# Coenosia fuscopunctata
Coenosia fuscopunctata este o specie de muște din genul Coenosia, familia Muscidae. A fost descrisă pentru prima dată de Macquart în anul 1851. Conform Catalogue of Life specia Coenosia fuscopunctata nu are subspecii cunoscute.